# Дипалладиймолибден
Дипалладиймолибден — бинарное неорганическое соединение, интерметаллид
палладия и молибдена
с формулой MoPd2,
кристаллы.

## Получение
- Сплавление стехиометрических количеств чистых веществ:

{\displaystyle {\mathsf {2Pd+Mo\ {\xrightarrow {1000^{o}C}}\ MoPd_{2}}}}

## Физические свойства
Дипалладиймолибден образует кристаллы
ромбической сингонии,
пространственная группа I mmm,
параметры ячейки a = 0,275 нм, b = 0,825 нм, c = 0,389 нм, Z = 2,
структура типа диплатинамолибдена MoPt2
.
Соединение образуется по перитектической реакции при температуре ≈1000°С.
В других работах сообщается о невозможности получения соединения состава MoPd2.